# Жестокое обращение с животными

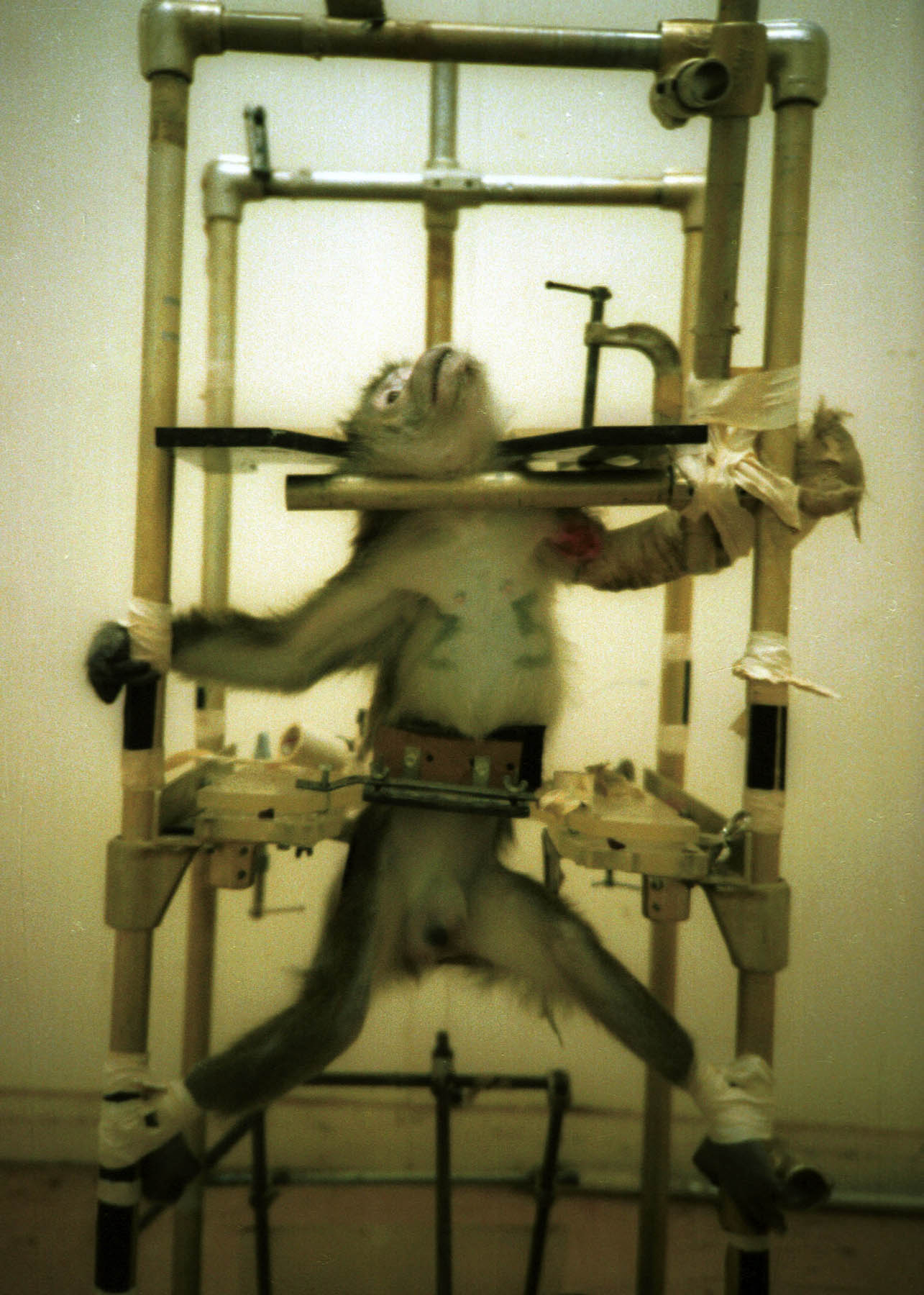
Одна из 17 макак Силвер-Спринг

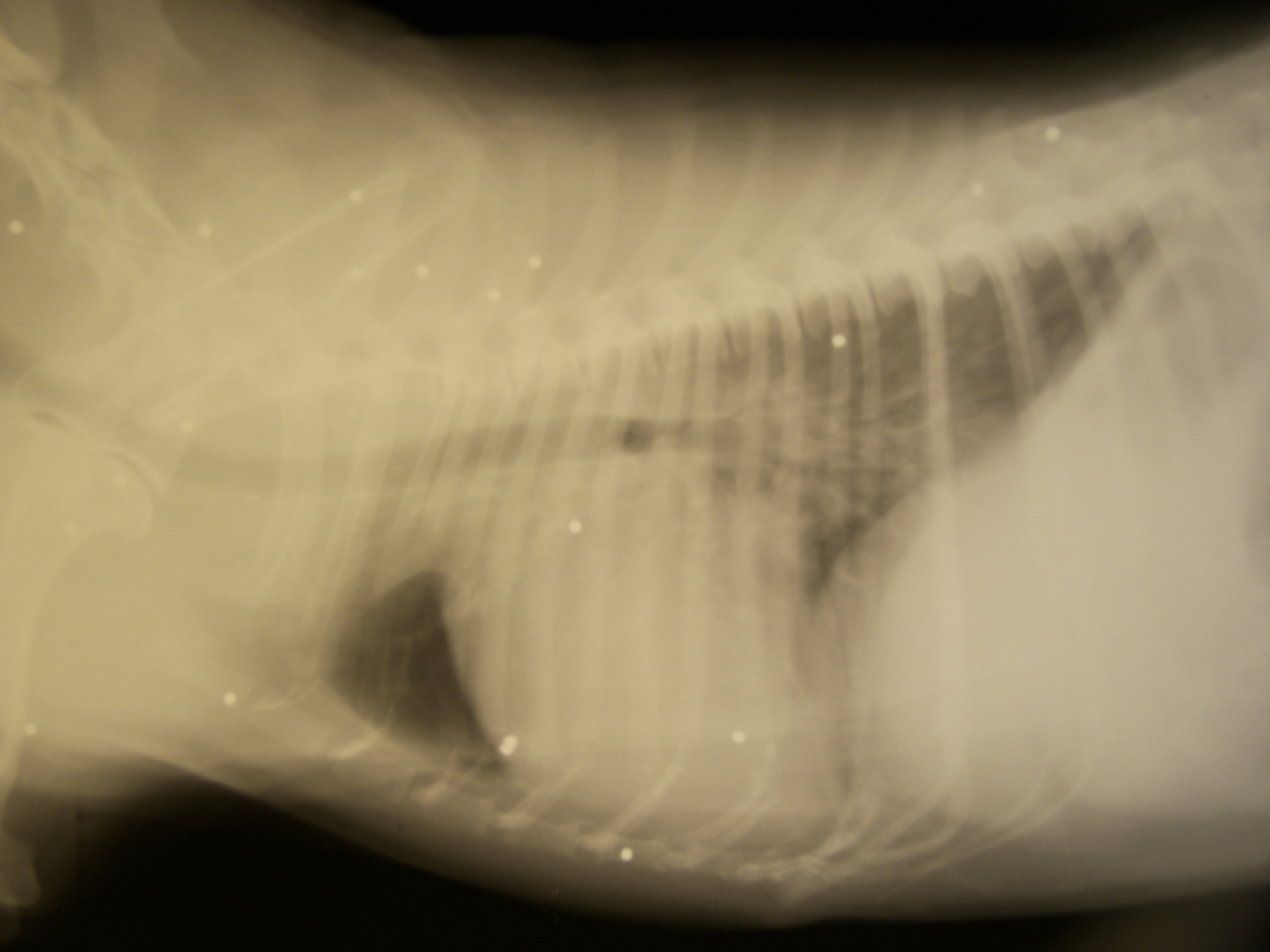
Рентгеновский снимок грудной клетки кота, на котором видна мелкая дробь, застрявшая в теле животного

Жесто́кое обраще́ние с живо́тными (или живодёрство) — не связанное с самообороной или научными целями причинение страдания или вреда животным: из хулиганских либо корыстных побуждений, с применением садистских методов или в присутствии малолетних.
Живодёрство связано с поверьем некоторых меховщиков, что при сдирании шкурки с живого животного мех получается лучше, чем при сдирании шкурки с мёртвой тушки. В ряде государств и стран, в том числе и в России, образует состав уголовного преступления. Защитники животных дополнительно включают в него «вред для выгоды», такой как, например, убийство животных для получения их меха или мяса.

## Законодательство
В XX веке необходимость защиты животных от жестокого обращения была признана на международном уровне. В частности, Европейская конвенция по защите домашних животных № 125 от 13.11.1987 г. признаёт наличие у человека нравственного долга перед животными, указывает на ценность домашних животных для общества, а также на то, что человека и этих животных связывают особые узы. Основные принципы отношения к домашним животным включают: запрет причинения страданий животным и оставления их на произвол судьбы. Конвенция предусматривает охрану здоровья животных, защиту от эксплуатации при дрессировке, коммерческом разведении. В 1986 г. была принята Конвенция по защите экспериментальных животных, в которой также упоминался нравственный долг человека перед всеми животными и необходимость уменьшить страдания животных в эксперименте, поскольку животные способны испытывать боль и страх.
В настоящее время уголовная ответственность за жестокое обращение с животными (как самостоятельный вид преступления) предусмотрена законодательством России, Австрии, Алжира, Афганистана, Вануату, Гаити, Грузии, Индонезии, Испании, Италии, Казахстана, Канады, Киргизии, Коста-Рики, Кот-д’Ивуар, Латвии, Литвы, Македонии, Нигерии, Сан-Марино, Словакии, Словении, Судана, Таиланда, Украины, Финляндии, Франции, Хорватии.
При этом наблюдаются существенные различия в размерах уголовных санкций за указанное деяние. Так, в уголовном законодательстве Италии и Коста-Рики единственной санкцией за него является штраф. По УК Грузии жестокое обращение с животными наказывается исправительными работами на срок до одного года, по УК Алжира виновному грозит до 10 дней тюремного заключения, по УК Казахстана — до 6 месяцев лишения свободы, по УК Австрии и Испании — до одного года тюрьмы. Наконец, в Латвии за жестокое обращение с животными виновный может получить срок до 4 лет лишения свободы.
В 2006 году Совет по этике в отношении животных при министерстве юстиции Дании определил, что сексуальная связь человека с домашним животным не подлежит запрету и не может считаться жестоким обращением, за исключением случаев, когда такая связь демонстрируется открыто или животные используется для съемок порнографии и секс-шоу. Лишь один из десяти членов совета выступил против этого решения. Депутат от правой Народной датской партии Кристиан Хансен была потрясена этим решением, потребовав вынести этот вопрос на всенародный референдум.
Согласно данным исследования Фонда по защите прав животных в США, в пяти штатах страны наказание за насилие над животными «не соответствует ценностям американского общества».

### Россия
Гражданский кодекс Российской Федерации запрещает «жестокое обращение с животными, противоречащее принципам гуманности». Согласно 245 статье Уголовного кодекса РФ является преступлением «Жестокое обращение с животным в целях причинения ему боли и (или) страданий, а равно из хулиганских побуждений или из корыстных побуждений, повлекшее его гибель или увечье». Дератизация и дезинсекция не расцениваются в РФ как жестокое обращение с животными.
Статья 241 Гражданского кодекса РФ предусматривает изъятие у собственника домашних животных при ненадлежащем обращении с ними путём их выкупа.
27—29 марта 2009 года состоялась Общероссийская акция протеста против убийств и жестокого отношения к бездомным животным. В рамках акции митинги и пикеты прошли в более чем 40 городах России. Участники акции требовали законодательного запрета отстрела как метода регулирования численности бездомных животных, а также принятия закона о защите животных от жестокого обращения.
С 1999 года в Государственной Думе РФ находится проект Федерального закона «О защите животных от жестокого обращения». По настоящее время закон не принят.
Во время пресс-конференции 23 июня 2009 г. в «Комсомольской правде» её участники отметили, что «история уже подтвердила прямую связь между культурным и нравственным уровнем общества и тем вниманием, которое оно уделяет вопросам милосердия и защиты животных. Случаи жестокости по отношению к животным тяжело травмируют людей, деморализуют тех, кто, убедившись в её оправданности, совершают антисоциальные поступки, направленные против общества. Жестокое обращение с животными не совместимо с воспитанием детей, возрождением общественной морали, укреплением правовых основ государства, поэтому все жестокие преступления должны быть раскрыты, а виновные наказаны».[значимость факта?]
27 декабря 2018 года президент России Владимир Путин подписал принятый Госдумой закон об ответственном обращении с животными. Новый закон регулирует нормы и правоотношения в целях защиты животных, а также ради соблюдения принципов гуманности, обеспечения безопасности и иных прав и законных интересов граждан при обращении с животными.

### Исторические примеры
Первые из известных законодательных актов, защищающих животных от жестокости, были выпущены в Японии в конце XVII века пятым сёгуном из дома Токугава по имени Цунаёси, прозванным «Ину кубо» («собачий сёгун»). Некоторые предполагают, что Цунаёси руководствовался буддийскими канонами добродетели, однако ряд исследователей называют его жестоким правителем, тираном.
Указы защищали от жестокого обращения собак, лошадей, коров, кошек, куриц, черепах, змей и даже рыбу, которой в период его правления было запрещено торговать на рынках. Совершившие убийства животных подвергались суровым наказаниям, включавшие изгнание, долгое тюремное заключение и смертную казнь, в частности для крестьян, посмевших прогнать стаю собак, уничтожавших посевы.
В Европе первые законодательные акты, защищающие животных от жестокости, появились в начале XIX века. Закон, защищавший крупный рогатый скот, лошадей и овец, был принят в Великобритании в 1822 году с подачи 68-летнего члена парламента от Ирландии, основателя общества по борьбе с жестоким обращением с животными Ричарда Мартина, прославившегося тем, что однажды он вызвал на дуэль человека, убившего собаку. За избиение или бессмысленное убийство скота, согласно принятому закону, преступник мог быть наказан штрафом в 5 фунтов или тюремным заключением на срок до 2 месяцев. Первого обвиняемого в нарушении закона Мартин доставил в суд самостоятельно. Это был торговец фруктами, избивший своего осла. Вместе с обвиняемым Мартин привёл в суд и потерпевшего, чтобы продемонстрировать судье нанесенные раны.
Годом ранее Мартин выносил на голосование в парламенте закон о защите лошадей, а позднее предлагал законопроекты о запрете собачьих и петушиных боев, но не был поддержан коллегами. Мартин был одним из основателей Общества по предотвращению жестокого обращения с животными, или SPCA, в 1824 году. В 1840 году королева Виктория дала обществу своё благословение, и оно стало носить название Королевского, или RSPCA. Его задачей было собирать пожертвования и развивать сеть инспекторов, выявляющих лиц, злоупотребляющих недобросовестным обращением с животными, собирать доказательства и сообщить о них властям.
Вскоре после Великобритании законодательство по защите животных было принято в других европейских странах; с 1833 по 1840 год такие законы были приняты германскими государствами; в 1850-х годах, вслед за Германией и Швейцарией, аналогичные законы были приняты в скандинавских странах. Законодательство по защите животных в США было создано позднее — только в 30-е годы XX века. Под влиянием Англии были приняты законы по защите животных в таких англоязычных странах, как Канада, Южно-Африканский Союз, Австралия.
Германия периода 1933—1945 годов впервые в истории отменила законодательное разделение животных на домашних и диких, взяв под охрану все виды, были приняты жёсткие законы по защите прав животных, за нарушение которых полагался концлагерь. В школах и университетах было введено обязательное изучение прав животных. В 1933 году был принят закон о скотобойнях, в том же году Герман Геринг заявил о полном запрете вивисекции. Нарушителю закона грозил концлагерь. Были введены регламенты для перевозки животных, охоты и даже кипячения лобстеров. Позже ещё один закон запретил использование животных в кино, если это связано с причинением боли.
В 1959 году было создано Международное общество защиты животных (ISPA). В 1981 году оно, объединившись со Всемирной федерацией защиты животных (WFPA), было преобразовано во Всемирное общество защиты животных (WSPA).

## Жестокое обращение с животными и Интернет
Популярность Интернета привела к тому, что появились видеоролики, в которых животным преднамеренно вредят и подвергают опасности для развлечения. Так, в 2021 году организация по защите животных Lady Freethinker обнаружила на YouTube большое количество видеороликов со сценами драк животных, поедания живых животных, охоты на животных вместе с другими животными, пыток обезьян и т. п. Эта организация подала в суд на компанию Google, которой принадлежит YouTube, по этому поводу, однако в августе 2022 года американский суд принял решение в пользу Google.
В последнее время стали также распространёнными постановочные видеоролики о якобы спасении животных, которые набирают миллионы просмотров в социальных сетях. На них засняты, например, щенки, которых душат змеи, или собаки, привязанные к железнодорожным путям, но «чудесным образом» спасённые. Такие видео снимаются, чтобы получить как можно больше просмотров и благодаря этому заработать на рекламе. Их съёмка может причинить серьезный физический и психологический вред всем вовлечённым животным.

## Факты
- Коста-риканский художник Гильермо Варгас, по прозвищу Абакук, в одной из галерей показывал истощаемую привязанную рядом с едой собаку. Кем-то утверждалось, что позже животное умерло[31], а Центральноамериканская Биеннале искусств предложила ему повторить «выставку» в Гондурасе.[источник не указан 4408 дней]

## Научные данные
- Д. Н. Кавтарадзе и В. А. Зубакин, отмечали, что проведённые советскими социологами исследования около ста случаев проявления жестокости у детей установили, что повторение характерно почти у 75 % исследованных лиц, что может говорить о существовании такой склонности. Для удовлетворения и прикрытия своей склонности эти дети обычно стремятся обеспечить себя законным и благовидным предлогом[32].
- Множество исследований показывают, что жестокость к животным в детстве с большой вероятностью приведёт к преступлениям по отношению к людям во взрослом возрасте[33][34][35][36], причём мотивы жестокости к животным не имеют значения[37]. Жестокость к животным, наряду со склонностью к поджогам и поздним энурезом, входят в триаду Макдональда — набор поведенческих характеристик, которые предсказывают совершение жестоких убийств в будущем[38]. Эти знания взяли себе на вооружение профайлеры.
- Дети, которые наблюдают проявление жестокости к животным у других людей, с большей вероятностью сами начнут проявлять жестокость к животным[39][40].
- Склонность к жестокости как к животным, так и к людям связывают с воспитанием и неблагополучностью семей в детстве; продолжаются споры о роли генов («социогенетизм или биогенетизм»)[41][42].
- Физическая жестокость к животным, наряду с другими формами асоциального поведения (воровство, частая ложь, физическая жестокость к людям), входит в клиническую картину проявлений расстройства поведения (F91) в Международной классификации болезней[43][44].

## Мнения
- Известный криминалист-профилист Роберт Ресслер[англ.][45], в 1974 году возглавивший Отдел бихевиористики ФБР, который занимается анализом улик и составлением психологического портрета преступников, совершающих серию убийств с особой жестокостью (Behavioral Science Unit), говорит,— Убийцы… зачастую начинали с того, что в детстве мучили и убивали животных.
- Заместитель директора Государственного научного центра социальной и судебной психиатрии имени В. П. Сербского Зураб Кекелидзе, комментируя случаи не предусмотренного законодательством самовольного отстрела собак гражданами, высказал мнение, что подобные действия являются признаком наличия психических отклонений, которые могут классифицироваться либо как психическое заболевание, либо как «моральное помешательство». По его словам, второе зачастую может проистекать от безнаказанности и требует пресечения во избежание рецидивов и усугубления проблемы[46].